# Kokhav ha Yarden
Cette page contient des caractères spéciaux ou non latins. S’ils s’affichent mal (▯, ?, etc.), consultez la page d’aide Unicode.
Kokhav ha Yarden ((he) כוכב הירדן, en français l'Etoile du Jourdain), Kawkab al-Hawa (en arabe: كوكب الهوا, lit. 'Etoile du vent'),  est un site archéologique en Israël. Il est situé à l’extrémité orientale du plateau d’Issachar (plateau de Kokhav), en bordure de la Basse Galilée. On y trouve des vestiges archéologiques de différentes époques, dont les ruines d’une ancienne localité juive, les ruines d’un village arabe et le reste d’une magnifique forteresse de l’époque des croisades, la forteresse de Belvoir. Il fait aujourd’hui partie des parcs nationaux d’Israël.
Le site se trouve sur un sommet à une hauteur de 312 m au-dessus du niveau de la mer et à 550 m par rapport à la vallée du Jourdain qui s’étend à ses pieds par l’est.
L’historien musulman du XIIIe siècle Abu Chama a décrit ainsi dans l’un de ses livres la forteresse croisée établie sur le lieu : « fixée solidement entre les étoiles, comme un nid d’aigles, un lieu où habite la lune ».

## Histoire

### Le site jusqu'aux Croisades
L’extrémité est du plateau de Kokhav était, semble-t-il, habité dès l'Âge du Fer. Selon la tradition, lors du partage de la Terre d'Israël entre les tribus d'Israël, le lieu revint à la tribu d'Issachar, tribu qui a donné son nom au plateau sur lequel se trouve le site. On y a trouvé des traces d'une occupation égyptienne.
Les restes d'un ancien établissement de l'époque du Talmud (époques romaine et byzantine, IIIe siècle) mis au jour sur les lieux ont été identifiés avec la localité de Kokhav. Lors des fouilles archéologiques, on a découvert les ruines de maisons d'habitation ainsi qu'un important bâtiment public, une synagogue semble-t-il. Des pierres décorées de symboles juifs, menorah (chandelier à sept branches), ont été utilisées dans la construction de la forteresse des Croisés; elles viennent vraisemblablement des ruines du village juif établi à proximité.

### Le site à l'époque des croisades
Au XIIe siècle, avec l'arrivée des armées chrétiennes, fut fondée la principauté de Galilée, dont la capitale était Tibériade et qui dépendait du royaume de Jérusalem. La principauté s'étendait de Beyrouth, au nord, jusqu'à la chaîne du Carmel et au mont Guilboa, au sud, et incluait le lieu où fut construit plus tard la forteresse croisée de Belvoir tenue par les Hospitaliers entre 1168 et 1189.
À la suite de conflits internes aux croisés, entre Baudouin 1er roi de Jérusalem et Tancrède prince de Galilée, les terres de la principauté furent découpées en faveur des différents nobles qui reçurent l'indépendance de leurs nouvelles possessions. La propriété de Kokhav ha Yarden fut transmise à une famille noble de Tibériade d'origine française nommée Velos.

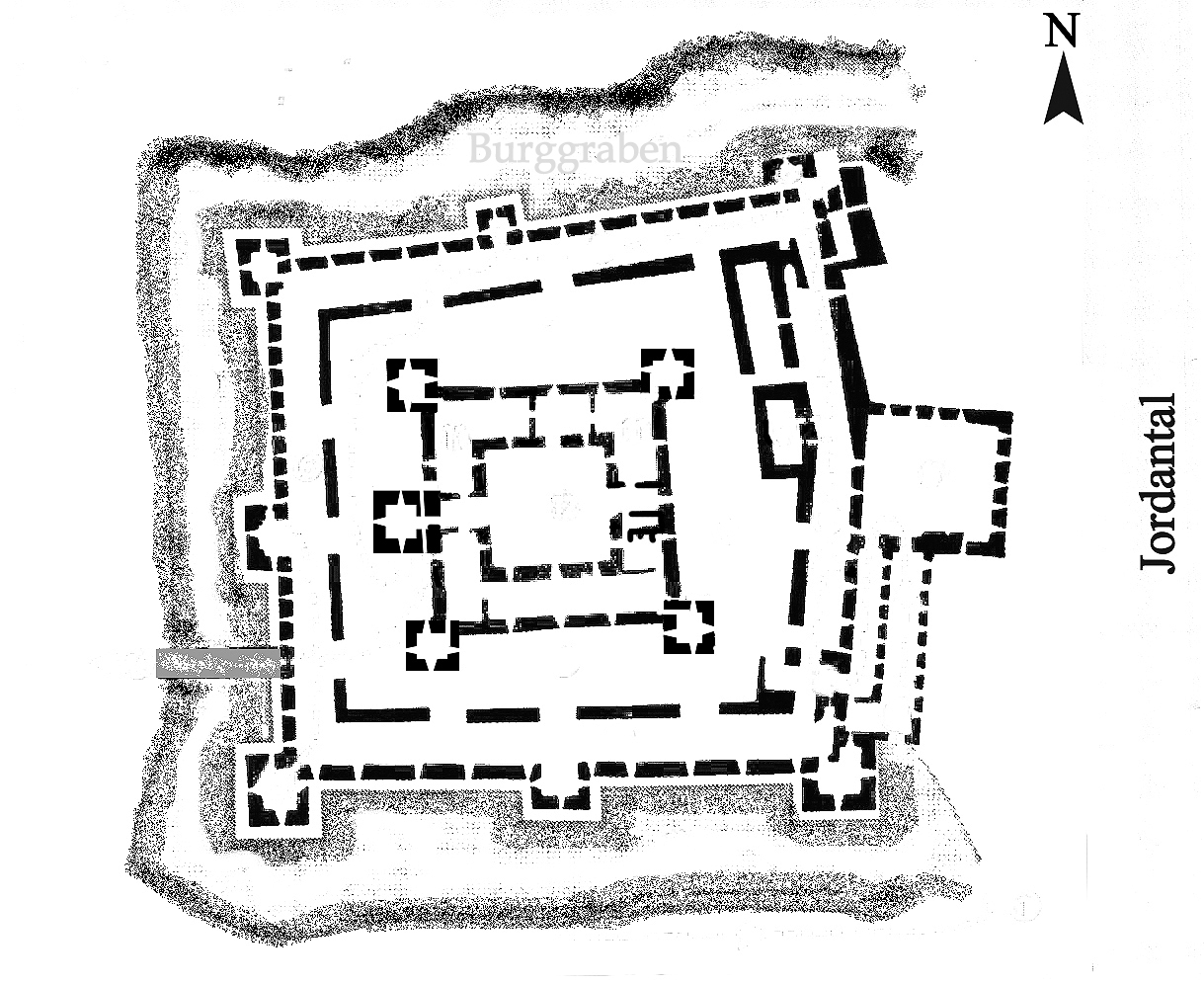
La forteresse de Belvoir.

### Époque contemporaine
Au XVIIIe siècle, après cinq siècles d'abandon, un village arabe du nom de Kaukab al-Hawa (l'Étoile des Vents) fut reconstruit sur les ruines de la forteresse. Il fut fondé par des membres d'une tribu bédouine qui avaient repoussé la vie nomade. Pendant la grande révolte arabe sous le mandat britannique, les habitants de Kaukab al-Hawa furent la cible de plusieurs attaques en 1938 des commandos dirigés par Orde Charles Wingate (les Special Night Squads) à cause de leur hostilité envers les juifs de la région.
En mai 1948, le village fut abandonné par ses habitants qui s'enfuirent en Transjordanie. Il fut investi le 16 mai 1948 par des soldats de la brigade Golani qui étaient en chemin pour arrêter le corps expéditionnaire irakien, qui avait pris la centrale électrique de Naharaïm, et pour l'empêcher de s'emparer du kibboutz Gesher.
En 1966, un groupe d'archéologues dirigé par Meïr Ben-Dov commença à fouiller les restes du village bédouin et mis au jour les ruines de la forteresse croisée. Des travaux de conservation et de consolidation furent entrepris par l'Autorité des parcs nationaux et le site fut ouvert au grand public en 1968.
En 1994 des sculptures de l'artiste israélien Yigal Tumarkin ont été installées au sud de la forteresse. Au nord, se trouve un poste de ravitaillement pour les aigles, qui sert de lieu de reproduction pour les oiseaux de proie au nord d'Israël.